# 蘆田作内
蘆田 作内（あしだ さくない、生没年不詳）は、安土桃山時代から江戸時代前期の武将。

## 略歴
宇喜多家の家臣・蘆田右馬允の子。
宇喜多秀家に仕え、美作国都我布呂城（つかぶろじょう）800石を領した。
慶長5年（1600年）関ヶ原の戦いに従軍するが宇喜多軍は敗北、自身は隠遁した。
慶長19年（1614年）大坂の陣が起きると、大坂に入城し豊臣軍として戦った。
旧宇喜多家老であった明石全登配下として戦った。
落城後の行方は不明で、全登と共に討死・逃亡した、米田是季・塙団右衛門・横井治右衛門・山内権三郎らと討死を遂げたとも伝わる。
なお、後者は米田是季の生存が判明しているため、前者・特に逃亡説が強い。

## 参考資料
「戦国人名事典 コンパクト版」